# Рыбин, Юрий Валентинович
Юрий Валентинович Рыбин (род. 5 марта 1963 года, Липецк) — советский и российский легкоатлет, специализировавшийся в метании копья. Бронзовый призёр Игр доброй воли 1994 года. Четырёхкратный чемпион России (1993, 1994, 1998, 1999). Трёхкратный чемпион России по длинным метаниям (1997, 2000, 2001). Мастер спорта СССР международного класса. Экс-рекордсмен России в метании копья — 86,98 м (1995).

## Биография
Юрий Валентинович Рыбин родился 5 марта 1963 года в Липецке. Тренировался в СШОР № 5 г. Липецка под руководством Бориса Клюжева.
В 1995 году на чемпионате мира в Гётеборге вышел в финал соревнований, где занял 7 место с результатом 81,00 м. Победитель командного чемпионата Европы в составе СК «Луч» (Москва).
В 2001 году победил на Мемориале братьев Знаменских. Завершил спортивную карьеру в 2003 году.
Женат.

## Основные результаты

### Международные
| Год  | Соревнования     | Место проведения        | Место | Результат |
| ---- | ---------------- | ----------------------- | ----- | --------- |
| 1993 | Чемпионат мира   | Штутгарт, Германия      | 18    | 76,58 м   |
| 1994 | Игры доброй воли | Санкт-Петербург, Россия | 3     | 80,38 м   |
| 1994 | Чемпионат Европы | Хельсинки, Финляндия    | 17    | 76,38 м   |
| 1995 | Чемпионат мира   | Гётеборг, Швеция        | 7     | 81,00 м   |
| 1998 | Чемпионат Европы | Будапешт, Венгрия       | 22    | 72,86 м   |

### Национальные
| Год  | Соревнования                         | Место проведения | Место | Результат |
| ---- | ------------------------------------ | ---------------- | ----- | --------- |
| 1993 | Чемпионат России                     | Москва           | 1     | 81,30 м   |
| 1994 | Чемпионат России                     | Санкт-Петербург  | 1     | 82,96 м   |
| 1995 | Чемпионат России                     | Москва           | 2     | 81,94 м   |
| 1997 | Чемпионат России по длинным метаниям | Адлер            | 1     | 81,74 м   |
| 1997 | Чемпионат России                     | Тула             | 3     | 75,98 м   |
| 1998 | Чемпионат России                     | Москва           | 1     | 79,25 м   |
| 1999 | Чемпионат России                     | Тула             | 1     | 79,00 м   |
| 2000 | Чемпионат России по длинным метаниям | Адлер            | 1     | 75,05 м   |
| 2001 | Чемпионат России по длинным метаниям | Адлер            | 1     | 75,28 м   |
| 2001 | Чемпионат России                     | Тула             | 3     | 79,08 м   |